# Kenny Williams (ur. 1972)
Kendall "Kenny" Williams (ur. 24 kwietnia 1972 w Maywood) – amerykański koszykarz, występujący na pozycji rozgrywającego, po zakończeniu kariery zawodniczej trener koszykarski.
4 stycznia 1999 roku, podczas 18 kolejki rozgrywek, w przegranym 100-102 spotkaniu z Wartą Szczecin zdobył 54 punkty, ustanawiając nowy rekord PLK, odkąd wprowadzono oficjalne statystyki (sezon 1998/99). Trafił wtedy 14 rzutów za 3 punkty.

## Osiągnięcia
NCAA
- Zawodnik Roku Konferencji Mid-Continent (aktualnie  Summit League – 1994)[4][5]
- Wybrany do Galerii Sław Sportu uczelni Illinois (2000)[6]
- Zaliczony do składów:
  - Preseason All-America Honorable Mention (1993 przez Playboy, Street & Smiths, USA Today)[7]
  - Preseason America 2nd Team (1994 przez Playboy, USA Today)[7]
  - Mid-Continent All-Conference First Team (1992, 1993, 1994)[8][5]
  - All-Freshman Team (1991 przez USA Today)[7]
- Lider konferencji Mid-Continent w asystach (1994)[5]

Indywidualne
- Uczestnik meczu gwiazd PLK (1999)[9]
- Lider strzelców PLK według średniej punktowej (1999)[10]
- Największa klapa PLK według sport.pl (2000)[11]